# Пайоттенланд

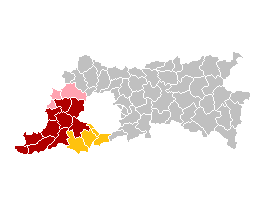
Коммуны Фламандского Брабанта, традиционно относимые к Пайоттенланд (красный), относимые к Пайоттенланду некоторыми источниками (розовый) и относящиеся к туристическому региону Пайоттенланд — Долина Сенны (жёлтый).

Пайоттенланд (нидерл. Pajottenland) — историко-географическая область к юго-западу от г. Брюссель и к северо-западу от Суаньского леса в междуречье рек Сенна и Дандр. Регион занимает холмы и долины на западе провинции Фламандский Брабант, Фландрия, кор-во Бельгия. Данная область известна своими сельхозпродуктами (молоко, пиво). Здесь выращивают хмель, на юге также виноград. Благодаря относительно солнечной (для этих широт) погоде, мягкой зиме и высокоплодородным почвам, данный регион часто называют Северной или Фламандской Тосканой.

## География

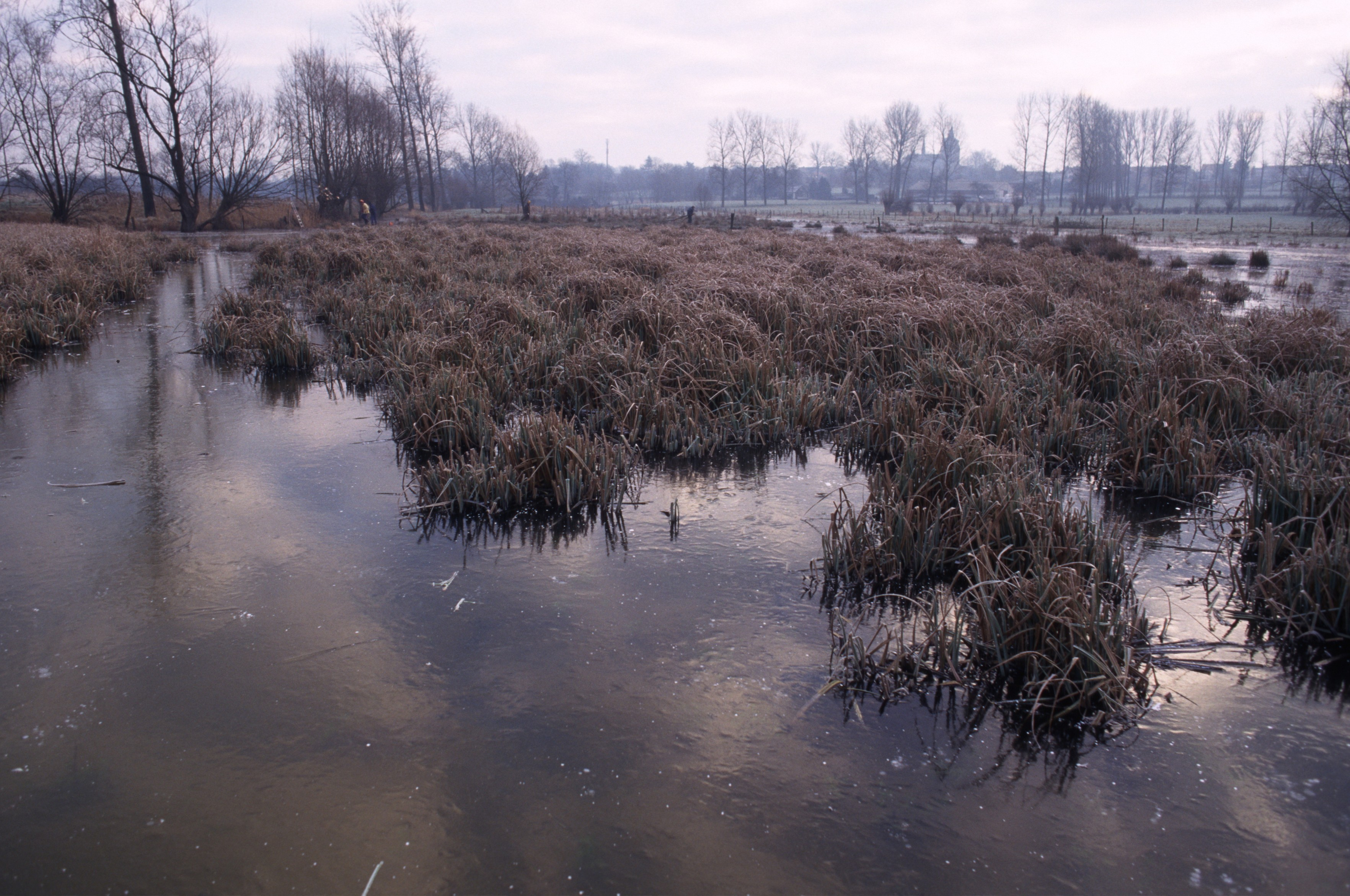
Волсембрукские топи. Пайоттенланд зимой.

Следующие коммуны Фламандского Брабанта традиционно относятся к области Пайоттенланд:
- Аффлигем
- Ассе
- Бевер
- Дилбек
- Галмарден
- Гойк
- Херне
- Ленник
- Лидекерке
- Пепинген
- Росдал
- Синт-Питерс-Леув
- Тернат

Кроме того, крайняя западная окраина коммуны Андерлехт (Брюссельский столичный округ), получившая название Нерпеде также является частью Пайоттенландa, вдохновлявшей брюссельских писателей и поэтов[кого?].

## Проблемы землепользования

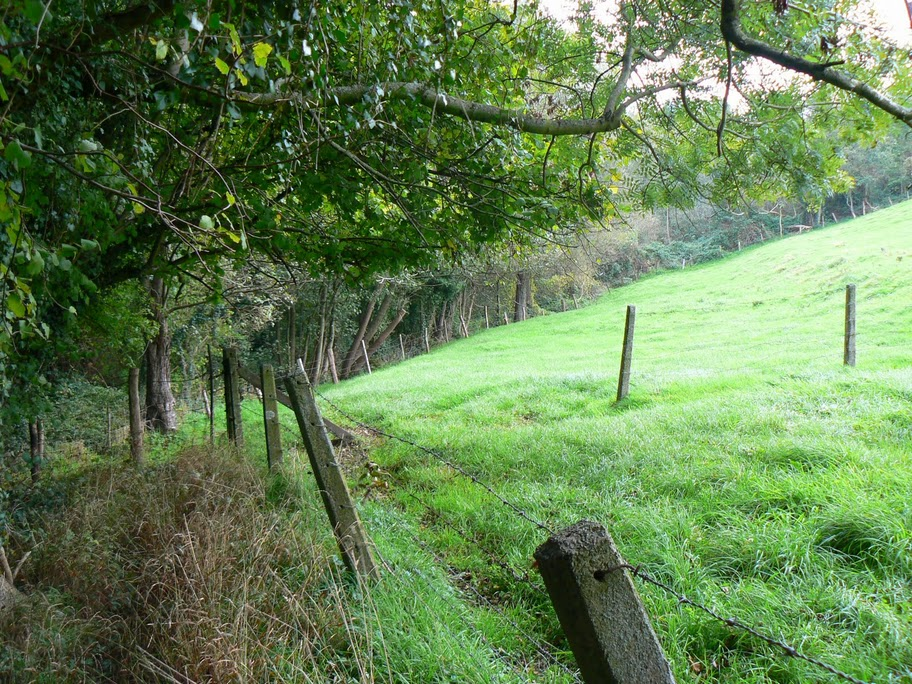
Барсберг. Типичный буколический пейзаж Пайоттенланда.

Из-за роста Брюссельской агломерации в области усиливается конкуренция за землю между сельхозпроизводителями и застройщиками жилья. Кроме того, земли коммун Пайоттенланда активно раскупают по индивидуальную застройки преимущественно франкоязычные жители Брюсселя, вызывая недовольство местной фламандской администрации, которая в 2000-х годах ввела целый ряд ограничений на покупку жилья для франкофонов и иностранцев.

## Заповедные зоны
- Зунская долина